# Мойкойнен
Мойкойнен (фин. Moikoinen, швед. Moikois) — один из районов города Турку, входящий в территориальный округ Хирвенсало-Какскерта.
В районе сосредоточены основные социальные объекты острова — церковь, построенная в 1962 года по проекту архитектора Пекки Питкянена, молодёжный центр и др.

## Географическое положение
Район расположен в восточной части острова Хирвенсало, не имея выхода к Архипелаговому морю. Граничит с районом Кукола.

## Население
В 2004 году численность населения района составляла 1 880 человек, из которых дети моложе 15 лет — 19,68 %, а старше 65 лет — 6,76 %. Финским языком в качестве родного владели 89,95 %, шведским — 8,24 %, другими — 1,81 % населения района.